# Prolaktin
Prolaktin (PRL), tudi luteotropni hormon ali luteotropin, je beljakovina, ki pri človeku omogoča izločanje mleka, poleg tega pa ima še številne druge učinke. Pomembno vlogo ima tudi pri presnovi, regulaciji imunskega sistema in razvoju trebušne slinavke. Gre za peptidni hormon, ki ga kodira gen PRL.
 V odziv na prehranjevanje, parjenje, zdravljenje z estrogenom, ovulacijo in dojenje se na pulzativen način izloča iz žleze hipofize. Prolaktin je pri živalih leta 1930 odkril Oscar Riddle, pri človeku pa ga je potrdil leta 1970 Henry Friesen.
Prolaktin učinkuje prek prolaktinskega receptorja in številnih citokinskih receptorjev na endokrini, avtokrini in parakrini način. Regulira rast in razvoj tkiv, tvorbo krvi, nastajanje žil in strjevanje krvi. Sproščanje prolaktina iz hipofize regulirajo endokrini nevroni hipotalamusa, med katerimi so najpomembnejši nevrosekretorni tuberoinfundibularni (TIDA-) nevroni arkuatnega jedra, ki s sekrecijo dopamina učinkujejo na D2-receptorje laktotropnih celic in s tem zavirajo sekrecijo prolaktina. Spodbujevalni učinek na sproščanje prolaktina ima tirotropin sproščajoči hormon.

## Biosinteza in uravnavanje
Pri človeku nastaja prolaktin v možganskem privesku (hipofizi), minljivki (decidui – endometriju med nosečnostjo), miometriju (srednji plasti maternice), dojkah, limfocitih, levkocitih in obsečnici (prostati).
Nastajanje prolaktina v možganskem privesku nadzorujeta transkripcijski faktor Pit-1 in dopamin, v preostalih tkivih pa t. i. superdistalni promotor, dopamin pa tam nima vpliva. V poskusnih pogojih spodbujata izločanje prolaktina tudi tirotropin sproščajoči hormon in vazoaktivni intestinalni peptid, vendar njuna fiziološka vloga ni pojasnjena. Glavni stimulus za izločanje prolaktina je sesanje mleka, pri čemer gre za živčno posredovani učinek.
V celicah minljivke in limfocitih distalni promotor in s tem izražanje gena za prolaktin stimulira cAMP. Pri progesteronu so opazili, da povečuje sintezo prolaktina v endometriju, zavira pa jo v  miometriju in žleznem tkivu v dojkah.
Sinteza prolaktina zunaj možganskega priveska naj bi bila značilna le za človeka in prvake in naj bi imela vlogo za tkivo specifičnega parakrinega in avtokrinega delovanja. Pri drugih vretenčarjih naj bi podobno vlogo imele druge, prolaktinu sorodne beljakovine.
Na izločanje prolaktina vplivajo tudi drugi dejavniki, kot so agonisti in antagonisti dopaminskih receptorjev (antipsihotiki, antidepresivi), čustveni stres, starost ... Tudi na primer epileptični napad lahko zveča izločanje prolaktina iz možganskega priveska, in sicer naj bi se med napadom širila epileptična možganska aktivnost iz medialnega temporalnega predela možganov v hipotalamus in posledično se spodbudi sinteza prolaktina.